# 97 minuts
97 minuts (títol original en anglès, 97 Minutes) és una pel·lícula de thriller d'acció britànica del 2023 protagonitzada per Alec Baldwin, Jonathan Rhys Meyers i MyAnna Buring, dirigida per Timo Vuorensola, escrita per Pavan Grover i produïda per Jake Seal, Pavan Grover i Jamie R. Thompson. S'ha doblat i subtitulat al català.